# Володин, Владимир Сергеевич
Влади́мир Серге́евич Воло́дин (настоящая фамилия — Иванов; 1896—1958) — советский актёр театра и кино. Народный артист РСФСР (1947), лауреат Сталинской премии второй степени (1951). Один из основателей Московского театра оперетты.

## Биография
Владимир Иванов родился 8 июля (20 июля) 1896 года в Москве (по другим данным — в 1891 или 1892). Учился в Московской театральной школе И. Р. Пельтцера. На сцене с 1906 года, в Москве. Начал работать в пятнадцать лет учеником реквизитора в Московском драматическом театре Корша. Там же получил псевдоним, образованный от своего уменьшительного имени. Уже спустя год Иван Пельтцер сказал ученику: «К чему тратить зря время и деньги! Тебе уже нечему учиться!» Он организовал Володину первое выступление на эстраде. Вскоре актёр появился в труппе театра-кабаре «Летучая мышь», а в 1927 году Володин оказался одним из основателей Московского театра оперетты. Он играл в первой советской оперетте «Женихи» И. О. Дунаевского, либретто которой написал друг и коллега Володина С. И. Антимонов. Играл в театрах Игнатия Зона (1912—1914), «Эрмитаж» (1921—1923), «Альказар» (1927—1928), а также в театрах Украины (1914—1918) и Дальнего Востока (1923—1926) и др. С 1929 года — артист МТО. Актёр яркого комедийного дарования. Создал галерею обаятельных запоминающихся образов в театре и кино.
Володин был бесподобно музыкален. Его далеко не сильный, хрипловатый голос обладал потрясающим шармом. Артист свободно преодолевал грань условности — переход от разговора к музыке. Его богатая фантазия комика постоянно находила всё новые краски для любой роли, даже для обычного выхода на сцену — он не мог не удивлять.
Он никогда не играл злодеев. Подлецы и прохвосты у него не получались. Его герои всегда оставались добрыми, пусть порой и непутёвыми, людьми. Участие Володина в фильмах «Цирк», «Волга, Волга», «Светлый путь», «Первая перчатка», «Кубанские казаки», «Драгоценный подарок» стали настоящим подарком для зрителей.
В театре играл в спектаклях «Сорочинская ярмарка», «Сын клоуна», «Свадьба в Малиновке» и других. В 1952 году, 23 апреля, в Доме актёра на творческом вечере отмечали 60-летний юбилей В. С. Володина и 45-летие его работы на сцене.
Владимир Володин оставил сцену только тогда, когда уже стал терять слух и память. Он приходил на спектакль из последних сил, играл около кулис, чтобы лучше слышать суфлёра. Но когда понял, что провалы в памяти стали приобретать пугающий масштаб, решительно порвал со сценой. На последнем спектакле, когда закрылся занавес, Володин заплакал, уткнувшись в кулису.

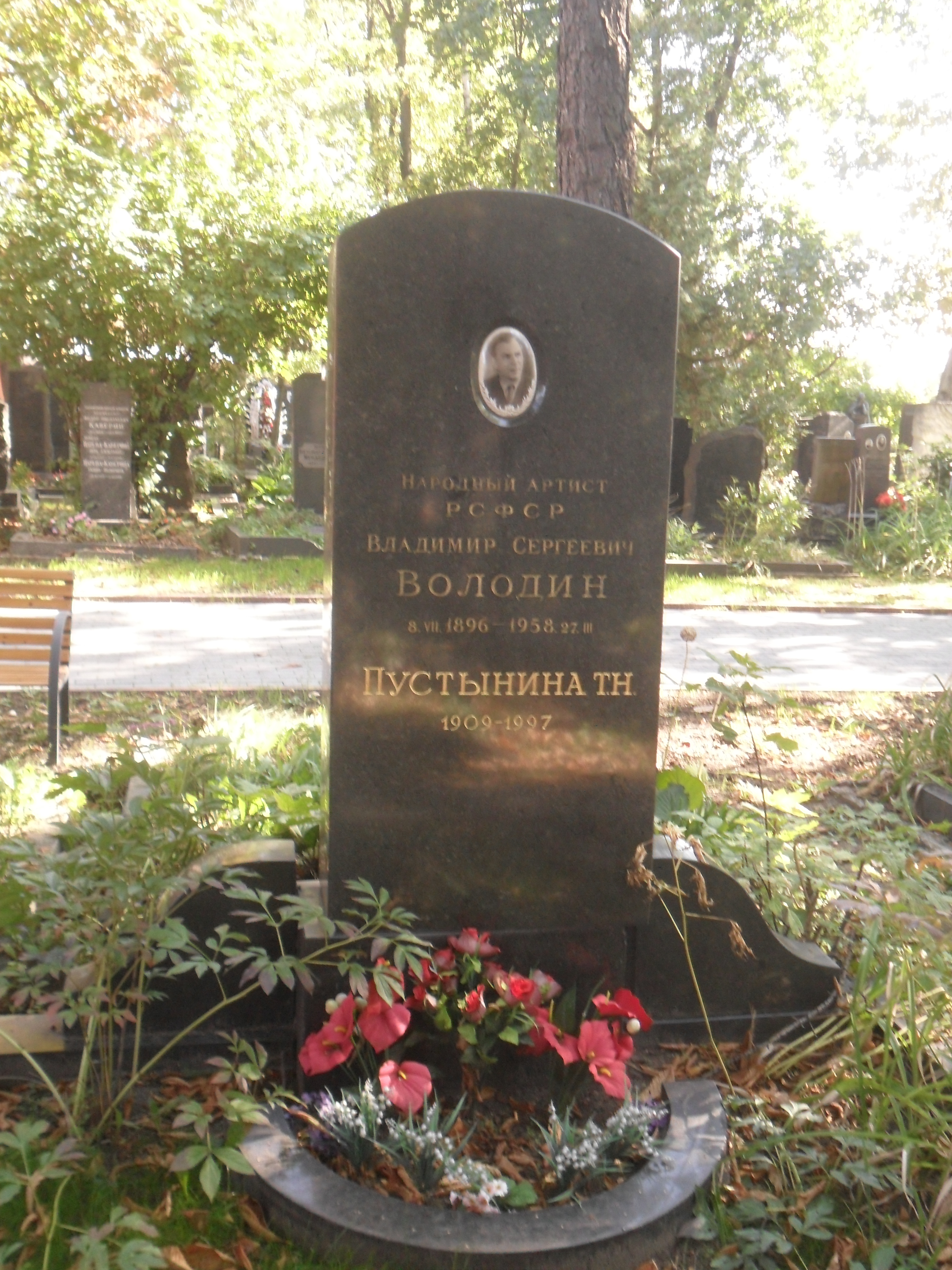
Могила Володина на Новодевичьем кладбище Москвы.

В. С. Володин умер 27 марта 1958 года. Похоронен в Москве на Новодевичьем кладбище (участок № 5).

## Личная жизнь
- Первая жена — София Яковлевна Кузнецова, дочь от этого брака — Галина;
- Вторая жена — Тамара Николаевна Пустынина (1906—1997), в 1950—1956 годы актриса Московской оперетты, похоронена вместе с мужем на Новодевичьем кладбище.

## Роли в кино
- 1931 — Токарь Алексеев[6]
- 1936 — Цирк — директор цирка Людвиг Осипович
- 1938 — Волга, Волга — старый лоцман
- 1940 — Светлый путь — комендант Пётр Устинович Талдыкин
- 1946 — Первая перчатка — тренер Иван Васильевич Привалов
- 1949 — Кубанские казаки — завхоз Антон Петрович Мудрецов
- 1954 — Чемпион мира — Иван Васильевич
- 1956 — Безумный день — швейцар Филипп Максимович
- 1956 — Драгоценный подарок — Карп Трофимович Сидоренко
- 1958 — Новые похождения Кота в сапогах — зеленщик

## Озвучивание мультфильмов
- 1944 — Телефон — Носорог
- 1950 — Когда зажигаются ёлки — Снеговик
- 1954 — Подпись неразборчива — Крот
- 1955 — Упрямое тесто — пёс Дружок
- 1955 — Трубка и медведь — Медведь
- 1955 — Храбрый заяц — Волк
- 1956 — Двенадцать месяцев — Волк (нет в титрах)
- 1956 — Девочка в джунглях — Тигр
- 1956 — Лесная история — Медведь (нет в титрах)
- 1957 — Опять двойка — Гольфстрим (нет в титрах)
- 1958 — Лиса и волк — Волк (нет в титрах)
- 1959 — Новогоднее путешествие — Лев (нет в титрах)

## Награды и премии
- заслуженный артист РСФСР (1937)
- народный артист РСФСР (1947)
- два ордена Трудового Красного Знамени (1.2.1939; 6.3.1950)
- орден «Знак Почёта» (9.9.1947)
- медали
- Сталинская премия второй степени (1951) — за исполнение роли завхоза Мудрецова в фильме «Кубанские казаки» (1949)[1]